# SCRAMBLE!
『SCRAMBLE!』（スクランブル）は、柴田亜美による日本の漫画作品。『月刊少年ガンガン』（スクウェア・エニックス）2009年7月号より2011年3月号まで連載された。
本作においてカードゲームの要素を取り入れている。作者の前作『PAPUWA』および『南国少年パプワくん』の世界観を一部引き継いでおり、その両作に登場したキャラもモブキャラとして登場することがある。

## あらすじ
宇宙で大人気のカードゲーム「GAC（ギャラクシー・アニマル・カード）」がひょんなことから地球にばらまかれてしまう。ミレニアム星の王子スカイはレアカード52枚を回収するべく地球に降り立った。

## 用語
GAC（ギャラクシー・アニマル・カード）
銀河系の最高水準知的生命体によって作られた「宇宙で一番熱いカードゲーム」。宇宙各地に存在するナマモノを召喚して戦うゲームで、同じカードは存在しない。カードにはそれぞれLPとレア度が書かれており、レアカードに至っては手に入れるために惑星一つ分の資産を投入する者もいるらしい。一度のバトルで三枚のカードまで使うことができる。
冥府の書
アヌビスとパピルスをバインドして誕生した禁術アイテム。墓場に眠るツタンカーメンをキングマミーにして復活させる。
ギャラクシーアニマル
宇宙各地に存在するという謎の生命体。通称「銀河のナマモノ」。GACを使うことにより召喚、戦わせることができる。
スクランブルブック
スカイが手に入れた118枚のカードを封入している本。「緊急出動（スクランブル）！」と発声することで封入されたカードを手に取ることができる。GACマスターの持ち物である。
バインド
2体のナマモノを融合させ、ミュータントナマモノを誕生させる。ナマモノが瀕死状態のときにしか使えない。
5☆3バトル（ファイブスリーバトル）
正式のバトルで用いられるバトルスタイルの一つ。手持ちを5枚選び、その中から3枚のカードを選んで戦う。
ナマモノセンサー
ナマモノを探知するために使う機械。銀河系最高水準の装置らしいが、電波障害には弱い。
成長コントロールおしゃぶり
くわえたものを赤ん坊にしてしまうおしゃぶり。
ミレニアム星
アンドロメダ星雲第7惑星。スカイたちが住む星。

## 登場人物

### 主要登場人物
スカイ
本編の主人公。ミレニアム星第一王子。まだほんの赤ん坊だが言葉は普通に話せる。GACにハマっていて、真のGACマスターを目指している。強いのかどうかは定かでないが、機転を利かせて予測不能な戦術を繰り出す。現在168戦168勝。またお金持ちである。
地球に落ちたGACカードを回収するために地球にやってきた。毎日宙太の家でだらだら過ごしている。基本的に「地球人/他人（ヒト）の星」ということで、あまり地球には興味が無い様子。
おしゃぶりを外すことで青年の姿になることが出来、GACの力を最大限に引き出せる。
天乃川宙太（あまのがわ そらた）
私立亜歩呂学院中等科2年生。ごく普通の人間の少年だが、スカイたちのGAC捜索に巻き込まれる。基本的にスカイに振り回されている。文句を言うとおしゃぶりを口に入れられ、赤ん坊にされてしまう。
クラウス
スカイの直属の執事。冷静で淡々としたツッコミを繰り出す。スカイと違ってGACを子供の遊びと見なしていて全く興味がない。スカイ自身に対する忠誠心もあまり高くない様子。
スカイのGACカードを捨てた張本人。

### 宙太の家の居候
ザッハ
アンドロメダ星雲第2惑星グレイド星の住人。初代GACマスター。地球にもGACを広めようとやってきたが、酔って寝ていたところを死体と間違えられてピラミッドに閉じ込められた。普段は点滴をつけ全身に包帯を巻いた骨男の姿をしているが、点滴液を体内に注入すると、美青年になる。
スカイと勝負し、激戦の末敗れる。キングマミーがピラミッドを破壊して家が無くなったため、宙太の家に居候することに。
ルカ
ド貧乏な惑星、ゼニゲイバーからやってきたGACマスター。きている服も相当ボロボロで、周りの星の住人からの評判もイマイチな様子。しかし、GACマスターとしての実力は本物である。
その可憐な容貌から宙太も一時惚れてしまったことがある。しかし実際はオカマである。

### 宙太の家族
天乃川ミルキー
宙太の姉。宙太よりも背が低く、下手をすれば幼稚園児に見えてしまうほどである。たまにしか家に帰ってこない。しかし外見に反して相当な毒舌家。宙太のこともかなりぞんざいに扱っている上、家に来たら寝ているだけのダメ人間。
感情が高ぶると超能力を発揮し、周囲のあらゆるものを破壊しまくるという危険人物。しかも、暴れている時の記憶は全くなくなってしまう。

### 三大悪党
ハザード
三大悪党の長男。傲慢かつ身勝手な性格で、自らの退屈を紛らす為ならどんな卑劣な行為も行う。弟のクラッシュに「今の兄貴は変わってしまった」と言わせるほど。
特殊なウイルスを操り、退屈しのぎにナマモノを殺しまくっている。また、人間にウイルスを注入することで、ナマモノに改造することも可能。自分と同じ異能者であるスカイに興味を持っている。美的センスは悪い。
過去に自分の惑星が滅ぼされた際、クラッシュとダウトを見逃してもらう代わりに自らを生物兵器の実験台として捧げた。しかし後日二人が捕らわれたことで研究者らを憎み、ウイルスを操る能力を手に入れたが同時に性格も歪んでしまった。
クラッシュ
三大悪党の二男。火薬を使いこなす爆弾魔。他の登場人物からの扱い方が何かと酷い。
ダウト
三大悪党の末っ子。銀河きっての稀代の詐欺師。800年冷凍の刑を言い渡された。
末っ子であることにかまかけ、三大悪党のマスコットキャラでいたいと思っている。

### その他
雹（ひょう）
スカイのライバル。

### ナマモノたち

#### 通常ナマモノ
ジークフリート（LP不明、レア度不明）
称号は「鋼鉄の身体の勇者」。竜断ちの剣「バルムンク」を使いこなす。
サラマンダー（LP3、レア度3）
称号は「火の中の竜」。口から火炎を吐いて攻撃する。
ゴージャスドラゴン（LP5、レア度5）
称号は「欲張り竜族」。宝石類が大好物で、食べると身体が巨大化してパワーアップする。
王家の宝箱（LP2、レア度1）
称号は「財宝の詰まった箱」。宝箱の姿をしたナマモノで、箱の中には財宝が詰まっている。この財宝が無くなると瀕死状態になる。
星の賢者（LP1、レア度1）
称号は「宇宙で一番長生き」。ちょっとしたことですぐ瀕死になる。入れ歯はすぐ取れる。
暴れマンモス（LP4、レア度4）
称号は「大古の巨像」。巨大なナマモノで二本の牙と突進攻撃が武器。泣き虫や弱いものが許せない性格。
スローロリス（LP1、レア度1）
称号は「ノロノロ猿」。最弱の哺乳類。
ネアンデルタール（LP2、レア度2）
称号は「原始の狩人」。スローロリスが知恵の実を食べて知恵をつけた姿。
エデンの樹（LP1、レア度1）
楽園に最も近い場所に生えるといわれる樹。物凄く小さい。
アポロン（LP3、レア度1）
称号は「太陽神」。天空の馬車を駆り、剣で攻撃する。薄布一枚しか纏っておらず、裸になると恥ずかしがって行動不能になる。
砂漠のライオン（LP4、レア度3）
称号は「灼熱の王者」。燃えさかる鬣を持つ百獣の王。口から火炎を吐き付けて攻撃する。
ツタンカーメン（LP3、レア度4）
称号は「黄金のファラオ」。豪華な棺に入っているが、中身はただのミイラ。炎の攻撃に弱い。
パピルス（LP1、レア度1）
称号は「ナイルの歴史を記す」。薄っぺらい紙の身体に悪口を書いて攻撃する。非常に弱い。
アヌビス（LP5、レア度4）
称号は「エジプトの死の神」。周りの生き物を苛立たせ攻撃力を高める「死の慟哭」を使う。
キングマミー（LP5、レア度5）
称号は「砂漠の復活王」。ツタンカーメンが冥府の書により復活した巨大なナマモノ。即死レベルの強力な攻撃を行う。火に強いが水に弱い。
ホルス（LP4、レア度4）
称号は「ナイルを支配した太陽神」。レアカードに匹敵する実力を持つ。巨大な炎の翼「太陽の翼」で敵を攻撃する。腰布にベルトをしっかり巻いているが、脱げると身動きできなくなる。
鯉のぼり（LP1、レア度1）
称号は「大空を泳ぐ」。尾びれでそよ風を起こす。
ワキ蛾（LP3、レア度4）
称号は「宇宙蛾（スペースモス）」。ものすごい悪臭を放つ。また、鱗分が火薬玉になっている。
パウル（LP2、レア度2）
称号は「スペースオクトパス」。なんでも吸い込む。

#### バインドナマモノ
ミミック（LP2、レア度2）
称号は「腹ペコ人食い箱」。王家の宝箱と星の賢者をバインドして誕生したミュータントナマモノ。可愛らしい姿で油断させ、大口を開けて飲み込んでしまう。
知恵の樹（LP5、レア度2）
称号は「エデンの聖木」。エデンの樹とアポロンをバインドして誕生したミュータントナマモノ。あらゆる生物に知恵を付ける「知恵の実」を実らせる。
マーライオン（LP4、レア度4）
称号は「大地と水の守護獣」。砂漠のライオンと鯉のぼりをバインドして誕生したミュータントナマモノ。強力な水の攻撃を行う。

#### 超化ナマモノ
パウル（LP4、レア度3）
称号は「大百足蛸」。蛸の顔と腕、筋肉質な男性の胴体を持つ。顔の周りにある足を回転させ、突風を巻き起こす。

## 書籍情報
- 柴田亜美『SCRAMBLE!』スクウェア・エニックス〈ガンガンコミックス〉、全4巻
  1. 2009年11月21日発売、ISBN 978-4-7575-2722-5
  2. 2010年5月22日発売、ISBN 978-4-7575-2874-1
  3. 2010年10月22日発売、ISBN 978-4-7575-3024-9
  4. 2011年5月21日発売、ISBN 978-4-7575-3196-3